# 布里達區
33°58′N 1°44′E / 33.967°N 1.733°E

布里達區（阿拉伯语：‎），是阿爾及利亞的行政區，位於該國中部，由艾格瓦特省負責管轄，首府設於布里達，面積985平方公里，2008年人口15,924，人口密度每平方公里16人。